# Station Marquise-Rinxent
Station Marquise-Rinxent is een spoorwegstation in de Franse gemeente Rinxent.

## Treindienst
| Serie | Treinsoort | Route                                                                      | Bijzonderheden |
| ----- | ---------- | -------------------------------------------------------------------------- | -------------- |
| K 21  | TER (SNCF) | Amiens – Abbeville – Boulogne-Ville – Marquise-Rinxent – Calais-Ville      |                |
| P 73  | TER (SNCF) | Rang-du-Fliers - Verton – Boulogne-Ville – Marquise-Rinxent – Calais-Ville |                |